# 美樂號中型登陸艦 (LSM-242)
美樂號中型登陸艦（LSM-242）是中華民國海軍的一艘美字級中型登陸艦。本艦原為美國海軍的中型登陸艦，舷號LSM-157，於1944年8月8日服役，參加了沖繩島戰役。1946年6月12日退役轉交給中華民國海軍，改名美樂號，參加了鎮壓二二八事件，遼西會戰，長江突圍，南日島登陸戰，兩次台灣海峽危機中運補金門。1958年9月8日在金門灘頭卸載時，被解放軍砲火擊中，爆炸斷成兩截報廢。

## 建造
本艦由南卡羅來納州查爾斯頓海軍造船廠於1944年5月19日動工建造；6月19日下水；於1944年8月8日加入美國海軍服役。

## 艦歷

### 美國海軍
本艦於1945年6月8日至30日期間參與沖繩島戰役。本艦於6月8日進入中城灣卸下浮橋，日軍一架九九式艦上轟炸機轟炸林登沃爾德號 (LSD-6)結果錯過目標，中城灣中的美艦一起開火將其擊落。6月某日早上，一架零式戰鬥機攻擊停在金武湾的本艦，本艦與一架F4U海盜式戰鬥機合力將其擊落。6月22日晚上，當美軍奪得沖繩島時，LSM-213在離本艦艦艉約1000碼處被一架神風特攻飛機撞上。
日本於8月15日宣布投降時，本艦在沖繩群島伊江島，隨後將300噸物資運到名護灣，以轉運到日本關押盟軍的戰俘營。本艦也經常將魚米運到慶良間群島給盟軍軍政府。
9月18日，本艦奉命前往運天港裝載陸戰隊第一師先鋒營的裝備，約一週後出航前往天津，作為第七艦隊的一部和陸戰隊第一師接受日軍投降。本艦9月30日抵達大沽，次日沿海河前往天津。10月13日啟航前往沖繩名護灣，接運另一批陸戰隊前往天津。1945年11月12日號的《生活雜誌》刊登了本艦在天津的照片。12月13日前往大沽裝載糧食和郵件，運送到泊在秦皇島的美軍艦隊，16日回到大沽。
本艦於1946年3月4日奉命前往上海，為聯合國善後救濟總署運送物資到漢口，回程時裝載國軍71軍與94軍的車輛，3月31日抵達上海。4月26日抵達青島，之後開始訓練中國海軍接艦。
美國第79屆國會於1946年7月16日通過援華海軍法案《第512號法案》，並獲得杜魯門總統批准，允許總統可直接贈予中華民國最多271艘軍艦，本艦是該法案援華的8艘中型登陸艦之一:104。

### 中華民國海軍
1946年7月，中華民國海軍成立「海軍運輸艦隊」，駐地上海，轄有本艦等12艘美國援華艦艇。1947年7月，成立「海防第二艦隊」，駐地上海，負責黃海與東海區域防務，旋重組所轄15艘美國援華艦艇為3個分隊，本艦等6艘美字級中型登陸艦隸屬第二分隊。1949年1月，「海軍運輸艦隊」改編成「海軍登陸艦隊」，轄有大小29艘美國援華登陸艦艇，中型登陸艦隸屬第八隊，本艦等4艘為其下第十八分隊。1949年5月1日，登陸艦隊改駐台灣左營，轄有本艦等23艘艦艇。:91,95
本艦於1947年二二八事件後前往台灣左營支援中南部的鎮壓工作，1948年10月10日參加遼西會戰中的塔山戰役，炮擊塔山至高橋線，支援陸上國軍的進攻。1949年4月參加長江突圍抵達台灣。
1952年10月，本艦參加了南日島戰役。該役為國軍為驗證平日戰訓成果及兩棲作戰能力，對南日島實施兩棲突擊作戰。10月10日19時，前進指揮部及西部攻擊軍在金門料羅灣分乘海軍中興、美頌、美樂三艦，在永春、泰安及瑞安艦護航下，自金門之新頭啟航。11日6時30分，西部攻擊軍進入泊地，於9時完成突擊登陸。當日傍晚6時，國軍已佔領全島。總計殲滅解放軍千餘人，俘700餘人，擄獲輕重機槍60餘挺、大小火砲40多門、步槍千餘枝。10月13日黃昏，國軍主動撤離。20時30分，美樂艦搭載傷兵與戰俘先行返航。
第一次台灣海峽危機期間，本艦於1954年12月12日晨，在維源艦護航下，從金門載運換防部隊至馬祖白犬列島，行經烏坵以南20浬海面時，遭遇解放軍砲艇二艘、運輸船四艘，美樂艦配合維源艦，以砲火擊沉敵運輸船二艘，達成載送任務。12月下旬，因解放軍持續砲擊金門，正常運補作業被迫停止，小金門兩個月未獲任何補給，本艦主動提出擔任開闢新航線的任務，繪製成小金門的海圖。小金門守軍張文博少將師長讚譽全艦官兵為「金門之鰲」。
八二三砲戰期間，本艦於1958年9月8日執行「閃電計劃」，在金門灘頭卸載時，被解放軍砲火擊中所裝載之彈藥燃燒，艦長何忠華少校下令棄船，之後發生猛烈爆炸，艦體斷裂成兩截，官兵6人陣亡，傷亡共30餘人。